# جورج واشنطن كوفنغتون
جورج واشنطن كوفنغتون هو محامي وسياسي أمريكي، ولد في 12 سبتمبر 1838 في برلين في الولايات المتحدة، وتوفي في 6 أبريل 1911 في نيويورك في الولايات المتحدة. نشط حزبياً في الحزب الديمقراطي. وقد انتخب عضو مجلس النواب الأمريكي ‏.